# Carex geyeri
Carex geyeri là một loài thực vật có hoa trong họ Cói. Loài này được Boott mô tả khoa học đầu tiên năm 1846.

## Hình ảnh

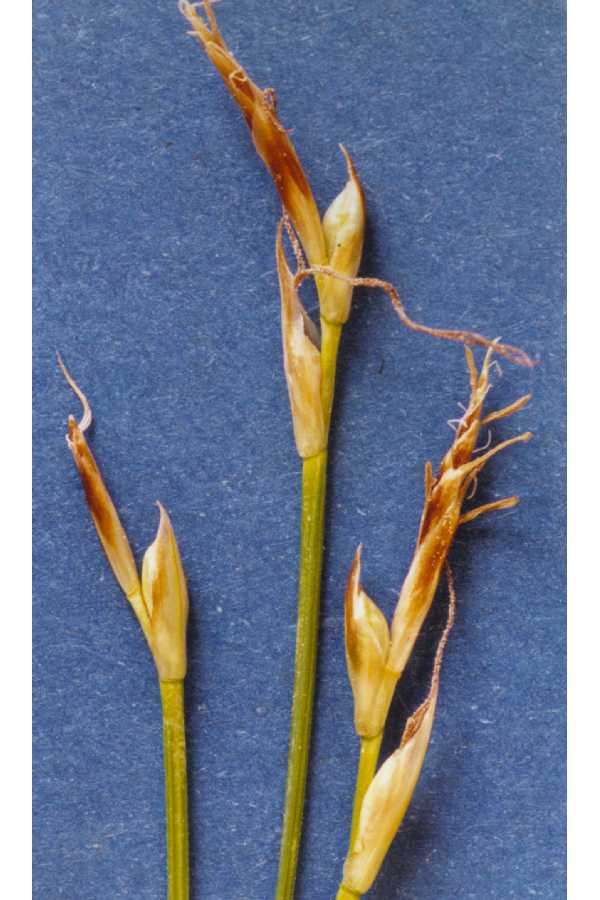